# Pilegesch

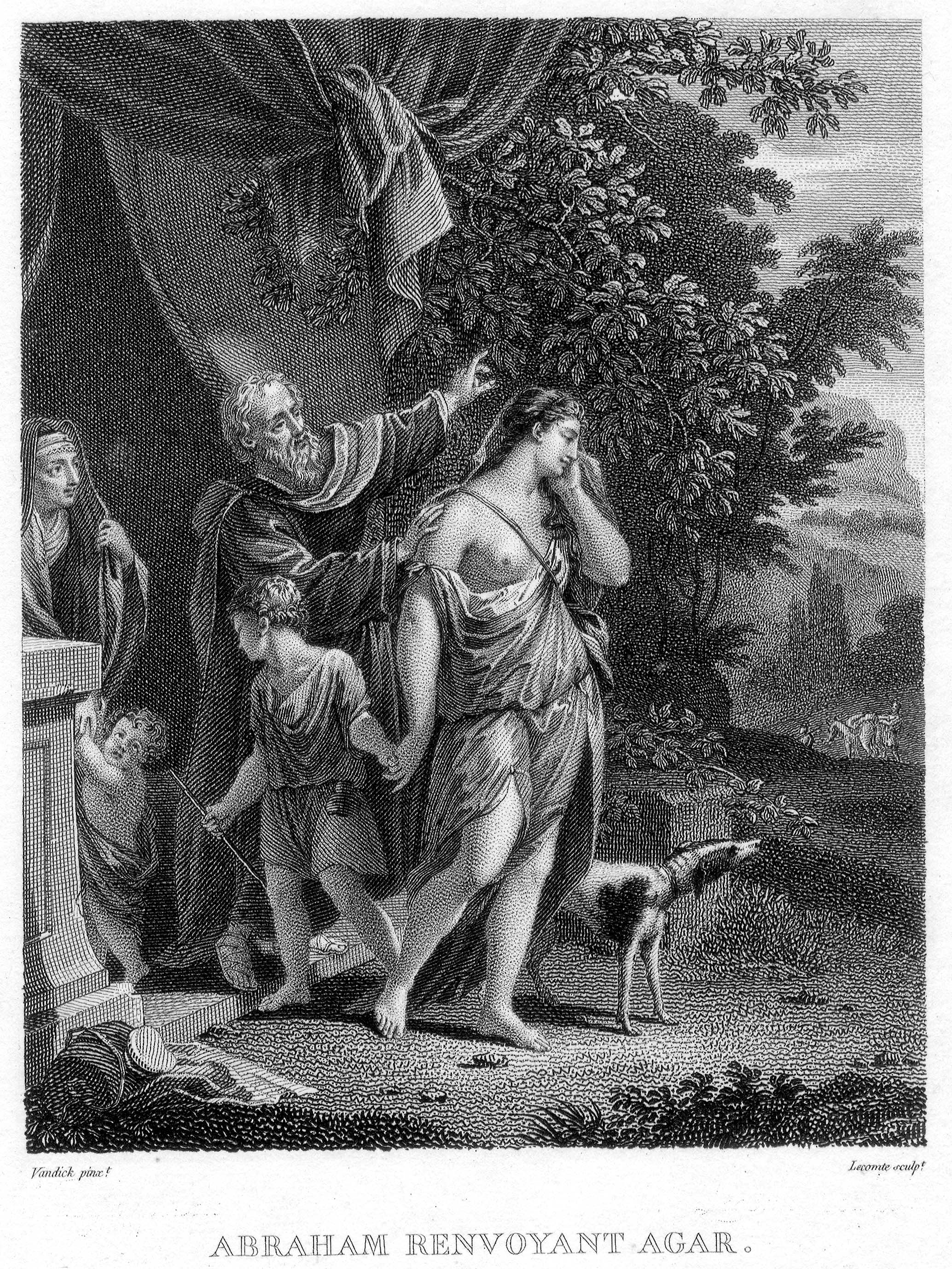
Die Vertreibung Hagars

Pilegesch (פילגש), auch Kebsweib, ist ein hebräischer Begriff für eine Frau, die mit einem Mann in einer dauerhaften sexuellen Beziehung lebte, ohne den vollen Status einer Ehefrau zu besitzen. Der Begriff wird oft mit „Konkubine“ übersetzt, was jedoch irreführend sein kann, da die sozialen und rechtlichen Kontexte unterschiedlich sind. Es lassen sich zwei Hauptformen unterscheiden: Zweitklassige Ehefrau – mit gewissen ehelichen Rechten, wie z. B. im Fall der Pilegesch des Leviten in Richter 19 oder eine Haremsfrau ohne Ehevertrag – wie bei den Königen Saul, David oder Salomo, die neben Ehefrauen auch Frauen mit diesem Status hatten (siehe etwa Richter 8,30–31; 2 Samuel 5,13, 15,16, 16,21–22). Die Frauen konnten Kinder gebären, hatten aber meist keine Erbansprüche. Ihre Existenz spiegelte oft den sozialen Status und Reichtum des Mannes wider.

## Begriffsherkunft
Pilegesch ist dem griechischen Terminus pallax/pallakis verwandt, der „Mätresse“ oder „Liebhaberin“, auch „Favoritin“ bedeutet. Die Ableitung von einem aramäisch-hebräischen Begriff Palga Ischa („Halbfrau“) hingegen ist als volkstümliche Etymologie zu verstehen.

## Rechtliche Ausstattung
Im Altertum war eine Pilegesch bei den Hebräern anerkannt und genoss die gleichen Rechte im Haus wie die rechtmäßige Ehefrau. Da es als Segen galt, viele Kinder zu haben, und Kinderlosigkeit als ein Unheil galt, gaben rechtmäßige Ehefrauen ihre Mägde ihrem Mann, um für ihre Unfruchtbarkeit Ersatz zu geben, wie in den Fällen von Sarah und Hagar, Lea und Silpa, Rachel und Bilha. Der Konkubine gebührte dieselbe Unverletzlichkeit und derselbe Respekt wie der Ehefrau, und es galt als Entwürdigung des Mannes, dem sie angehörte, wenn Hand an sie gelegt wurde.
Nach dem Babylonischen Talmud (Sanh. 21a) war der Unterschied zwischen einer Pilegesch und einer rechtmäßigen Vollfrau, dass letztere eine Ketubba, einen Ehevertrag, erhielt und ihre Ehe durch eine vorherige Verlobung eingeleitet wurde, was bei der Pilegesch nur teilweise zutraf. Nach Jehuda ha-Nasi erhielt die Pilegesch auch eine Ketubba, jedoch ohne ausgeschriebene Alimente.
Alle Kinder eines Mannes mit seiner Konkubine waren den Kindern aus der Ehe gleichgestellt, ganz im Unterschied zu den so genannten Mamserim.